# Диа, Али (сенегальский футболист)
Али Диа (род. 20 августа 1965 года в Дакаре) — сенегальский футболист, выступавший на позиции нападающего.
В ноябре 1996 года представитель Диа убедил тогдашнего тренера «Саутгемптона», Грэма Сунесса, что его клиент — двоюродный брат обладателя Золотого мяча Джорджа Веа, через несколько дней Диа подписал контракт с «Саутгемптоном». Он сыграл только один матч в течение своего непродолжительного пребывания в клубе. Он вышел на замену в игре лиги, но затем сам был заменён. Впоследствии через две недели после подписания контракт с ним был расторгнут.

## Карьера
До приезда в Англию Диа играл в низших дивизионах Франции и Германии, затем у него было три неудачных просмотра в «Порт Вейл», «Джиллингеме» и «Борнмуте». В итоге Диа присоединился к полупрофессиональному клубу «Блайт Спартанс», где сыграл только один матч, выйдя на замену — 9 ноября 1996 года в игре Северной Премьер-лиги против «Бостон Юнайтед».
Несколько дней спустя Диа перешёл в «Саутгемптон» Грэма Сунесса, после того как Сунесс получил телефонный звонок якобы от либерийского футболиста, обладателя Золотого мяча Джорджа Веа. Веа сказал Сунессу, что Диа — его двоюродный брат, он играл за «Пари Сен-Жермен» и провёл 13 матчей за сборную. Ничего из этого на самом деле не было правдой, и телефонный звонок Сунессу поступил от товарища Диа по университету. Он предполагал, что сможет дать Диа шанс попасть в «Саутгемптон». Сунесс поверил и без какой-либо должной проверки предложил Диа одномесячный контракт.
Диа сыграл только один матч за «Саутгемптон», выйдя с 33-м номером на футболке против «Лидс Юнайтед» 23 ноября 1996 года. Первоначально было запланировано, чтобы он сыграл в товарищеском матче резервных составов против «Арсенала», но матч был отменён из-за слишком мокрого газона. В матче против «Лидса» он вышел на замену вместо Мэттью Ле Тиссье на 32-й минуте, но позже был заменён сам на Кеннета Монку на 85-й минуте, «Лидс» выиграл матч со счётом 2:0. Ле Тиссье сказал: «Он бегал по полю, как Бэмби по льду, на это было очень неловко смотреть».
Диа покинул «Саутгемптон» через две недели после подписания контракта. Позже он отыграл сезон за «Гейтсхед», который покинул в феврале 1997 года. Диа сыграл только восемь матчей за клуб, в частности забил гол в дебютном матче с «Бат Сити», его команда выиграла со счётом 5:0.

## Личная жизнь
У Диа есть сын, по имени Симон, который также занялся футболом.
После окончания карьеры Диа изучал бизнес в Нортумбрийском университете, Ньюкасл-апон-Тайн, который окончил в 2001 году. В 2003 году он получил степень магистра делового администрирования в Университете Сан-Франциско.

## Рейтинги
Диа регулярно попадает в списки плохих игроков и неудачных трансферов. Диа стал первым в списке 50 худших футболистов газеты The Times и в списке «10 мусорных футболистов», опубликованном в газете The Sun. Также он стал четвёртым в списке 50 худших форвардов Daily Mail.